# Nedim Hazar
Nedim Hazar (* 1960 in Istanbul, Türkei) ist ein türkischer Schauspieler, Musiker, Komponist, Kabarettist, Rundfunk- und Fernsehjournalist und Dokumentarfilmer in Deutschland bzw. der Türkei.
Er ist der Vater des deutschen Rappers Eko Fresh

## Leben
Hazar wuchs in Sydney und Istanbul auf. 1980 kam er als politischer Flüchtling nach Deutschland, wo er sich ab 1983 künstlerisch betätigte und noch bis heute in verschiedenen Funktionen in Erscheinung tritt. Inzwischen lebt er aber wieder die meiste Zeit in Istanbul.
Von 1983 bis 1986 war Hazar zunächst als Mime im Ensemble der Ruhrfestspiele. In diese Zeit fällt auch die Gründung seiner verhältnismäßig erfolgreichen Ethno-Pop-Band Yarınistan, die zahlreiche internationale Bühnen- und Fernsehauftritte absolviert und Tonträger veröffentlicht, für die er sich fortan auch als Musiker und Komponist betätigt. Für jedes der zwei Alben, die von Yarınistan nun in Deutschland erscheinen, erhalten Hazar und sein Bandkollege und Mitbegründer der Band Geo Schaller den Preis der deutschen Schallplattenkritik. Weiters erscheint noch eine Single der Formation und eine Popmüzik-Kassette in der Türkei.
Noch innerhalb der Formation Yarınistan (zeitweise nur das Duo Schaller/Hazar) tritt Hazar in den 90er Jahren vermehrt auch als Kabarettist in Erscheinung, mit Wortbeiträgen – aber auch als Musikkabarettist. Diesbezüglicher Höhepunkt war sicherlich ein Auftritt von Yarınistan in den Mitternachtsspitzen am 18. September 1993, der „allen Sozialarbeitern, Ausländerämtern, Ausländerbeauftragten, Ausländerinitiativen, Ausländerfreunden, SPDlern, CDUlern, FDPlern, Grünen, Kommunisten und Linken, die bei ihren Festen Kebap, Folklore und Raki nie vergessen“ gewidmet war. 
Seinen einzigen Auftritt als Filmschauspieler hatte Hazar in Hark Bohms Yasemin (1988), in dem er die Rolle des Hassan spielte. 1994 verlagert Hazar sein Betätigungsfeld auf den Rundfunk- und Fernsehjournalismus. Seitdem erschienen zahlreiche Reportagen, Features und andere dokumentarische Arbeiten unter seiner Autorenschaft. Für das Goethe-Institut drehte er als Filmemacher den dokumentarischen Langfilm Zuflucht am Bosporus (Deutschland, 2001), zu dem er auch das Drehbuch schrieb. 
Sowohl Regie und Drehbuch als auch Kamera und Schnitt erledigte Hazar 2004 bei dem türkischen Dokumentarfilm Mercan Dede ile bir yolculuk, der den türkisch-kanadischen Sufi und elektronischen Musiker Mercan Dede auf einer Reise durch die Türkei begleitet. Über Burhan Öçal und Silaya Dönüş hatte der Filmemacher bereits 2003 eine in der Türkei produzierte Musikdokumentation vorgelegt: Burhan Öçal/A Musical Homecoming. Die Filme, die ursprünglich für das türkische Fernsehen gedreht wurden, werden auf internationalen Festivals mit englischen Untertiteln gezeigt, in Deutschland z. B. auf der Münchner Sinema Türk. 
Hazar gilt als Experte für Weltmusik und ist in diesem Zusammenhang ebenso als DJ (auch im türkischen Radio) unterwegs. Außerdem verfasst er Beiträge zur Fachliteratur zu dem Thema.
Im September 2021 publizierte Nedim Hazar im Rotbuch Verlag das Sachbuch Deutschlandlieder – Almanya Türküleri über das kulturelle Liedgut der türkischstämmigen Bevölkerungsschicht seit dem Anwerbeabkommen zwischen der Bundesrepublik Deutschland und der Türkei im Jahre 1961. Der dazugehörige Film mit Eko Fresh als weiteren Regisseur feierte am 19. September 2023 im Hackesche Höfe Kino Premiere.

## Auszeichnungen
- Preis der deutschen Schallplattenkritik mit Yarınistan für Vielleicht (1986)
- Preis der deutschen Schallplattenkritik mit Yarınistan für One Day Soon (1988)